# Burgstall Andechs
Der Burgstall Andechs ist eine abgegangene mittelalterliche Höhenburg in Form einer Wallburg in Andechs im Landkreis Starnberg in Bayern. Die Anlage wird als Bodendenkmal unter der Aktennummer D-1-8033-0023 im Bayernatlas als „Siedlung der Bronzezeit und Burgstall des hohen Mittelalters ("Alte Burg")“ geführt.

## Lage
Der Burgstall liegt in Spornlage auf 630 m ü. NHN in der Erling-Flur „Kiental“ etwa 600 Meter nordwestlich der Klosterkirche von Kloster Andechs. Westlich des Burgstalls fällt das Gelände steil zum Kiental hin ab, östlich und nördlich zum Ochsengraben, der nördlich des Burgstalls in den Kienbach mündet. Der Burgstall ist frei zugänglich und zeigt noch Wall- und Grabenreste.

## Weitere Burgställe in Andechs
Der Burgstall Andechs ist nicht zu verwechseln mit der jüngeren, ebenfalls abgegangenen Burg Andechs, die an der Stelle des späteren Klosters Andechs lag. Zur Abgrenzung ihr gegenüber wird der Burgstall daher auch als „Alte Burg“ bezeichnet, zur Abgrenzung gegenüber der älteren Abschnittsbefestigung Andechs als Andechs 2.